# Mis Duetos
Mis Duetos es un álbum recopilatorio de José José editado en 2007, lanzado por Sony BMG; en el cual se introducen dos temas inéditos "Aunque vivas con él" de Reyli Barba, interpretado a dúo con el mismo compositor; y el tema "E-mail Me" de Hiram Santos y Mariviana con estilo rap reguetón. El resto son duetos grabados con anterioridad.

## Lista de canciones[1]
CD
1. «Te quiero así» (A dúo con Lani Hall) - 3:41 (Juan Carlos Calderón)
2. «Por ella» (A dúo con José Feliciano) - 3:38 (Rudy Pérez/Jorge Luis Piloto)
3. «Tiempo» (A dúo con Marco Antonio Muñiz) - 3:43 (Renato Leduc/Rubén Fuentes)
4. «Hay un mañana» (A dúo con Valeria Lynch) - 3:59 (Valeria Lynch/Marcelo Alejandro)
5. «Déjame conocerte» (Let Me Get to Know You) (A dúo con Paul Anka) - 4:20 (Paul Anka)
6. «Cruz de olvido» (A dúo con Marco Antonio Muñiz) - 3:00 (Juan Zaizar)
7. «Entre la espada y la pared» (A dúo con Pimpinela) - 4:06 (Francisco Galán/Joaquín Galán)
8. «Popurrí»: «Como hacer para olvidar»/«Con mis propias manos» (A dúo con Juan Gabriel) - 5:02 (Juan Gabriel/Antonio Valdéz Herrera)
9. «Aunque vivas con él» (A dúo con Reyli) - 3:52 (Reyli Barba)
10. «E-Mail Me» (A dúo con Sarita) - 3:26 (Hiram Santos/Marivana)

DVD
1. «Amor mío» (A dúo con Carlos Lico)
2. «Si me comprendieras» (A dúo con Pepe Jara)
3. «Nadie simplemente nadie» (A dúo con Nadia Milton)
4. «Se me hizo fácil» (A dúo con Pedro Vargas)
5. «Te extraño» (Pero te extraño) (A dúo con Armando Manzanero)
6. «Pa' Todo el año» (A dúo con Vicente Fernández)
7. «Tiempo» (A dúo con Marco Antonio Muñiz)
8. «Por ella» (A dúo con José Feliciano)
9. «Te quiero así» (A dúo con Lani Hall)
10. «La nave del olvido» (A dúo con Vikki Carr)
11. «El amor acaba» (A dúo con Libertad Lamarque)
12. «Déjame conocerte» (Let Me Get to Know You) (A dúo con Paul Anka)
13. «El triste»
14. «Si me enamoro» (A dúo con Los PEG)

## Personal[1]
- José José - Voz
- José Manuel Cuevas - Dirección Strategic Marketing
- Jorge Ibarra - Programación
- Jaime Almeida - Realización del DVD
- Ivette Parra - Adaptación del diseño